# Fase lunar
Las fases lunares o fases de la Luna son los cambios aparentes de la porción visible iluminada del satélite, debido a su cambio de posición respecto a la Tierra y al Sol. El ciclo completo, denominado lunación, es de 29,53 días, durante el cual la Luna pasa el novilunio, su porción iluminada visible vuelve a aumentar gradualmente, y dos semanas después, ocurre el plenilunio y, alrededor de las dos semanas siguientes, vuelve de nuevo a disminuir y el satélite entra otra vez en la nueva fase.[cita requerida]
Finalmente, ocurre una perfecta alineación entre el Sol, la Tierra y la Luna, lo que da lugar a los eclipses. Un eclipse solar ocurre cuando la Luna pasa por delante del disco solar, y solo puede ocurrir en Luna nueva, mientras que un eclipse lunar ocurre cuando la Luna pasa a través de la sombra de la Tierra, que solo puede ocurrir en luna llena. Esta transición entre las fases se ha utilizado para medir el tiempo, por lo que muchos calendarios lunares se crearon basándose en el ciclo lunar.[cita requerida]

## Consideraciones iniciales

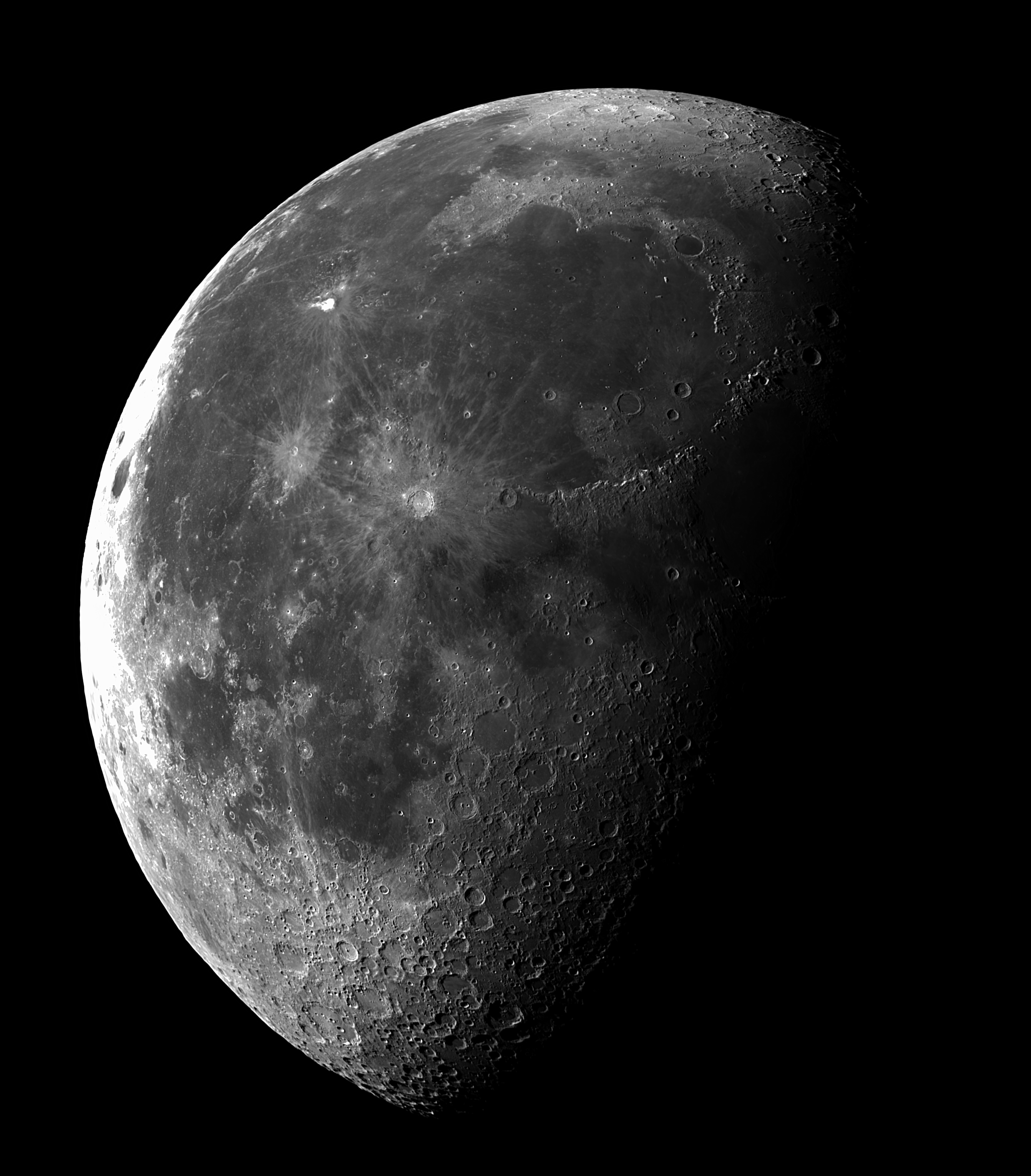
Luna gibosa menguante, vista durante la noche

Debido a que la Luna completa una órbita alrededor de la Tierra aproximadamente cada veintiocho días y siete horas, que constituye el mes sideral, su posición cambia continuamente. Además, nuestro satélite natural no tiene luz propia, por lo que su parte brillante se debe al reflejo de la luz solar. En cualquier momento, la mitad de la superficie lunar está iluminada por el Sol, por ser un cuerpo más o menos esférico, pero la fracción iluminada que se puede observar desde la Tierra sufre variaciones continuas.
Sin embargo, el tiempo que la Luna tiene para pasar por la misma fase es de veintinueve días y medio, periodo que se conoce como mes sinódico, que tiene el mismo período de una lunación. Esto se atribuye al hecho de que, al mismo tiempo que la Luna se mueve alrededor de la Tierra, ambos giran alrededor del Sol. Una vez que las fases se determinan por la posición de estos tres astros, el cambio en la posición causa que la Luna tenga que realizar poco más que una revolución para lograr la misma posición en relación con el planeta y el Sol.
A medida que realiza su órbita, la Luna se mueve en un promedio de 13° hacia el este en la esfera celeste a cada intervalo de un día. Esto implica que, a partir de la nueva Luna, el satélite quedará cada vez más distante del Sol, volviéndose más prominente a la luna llena, cuando se encuentra frente al Sol. Más tarde, la Luna aparentemente se acerca al Sol, hasta que ocurre la Luna nueva. La posición y el horario en que la Luna se eleva en el horizonte Oriente varía de forma continua, principalmente debido a la inclinación de la órbita lunar, que es más de 5° a la línea ecuatorial que, a su vez, está inclinada más de 23° en relación con la eclíptica.

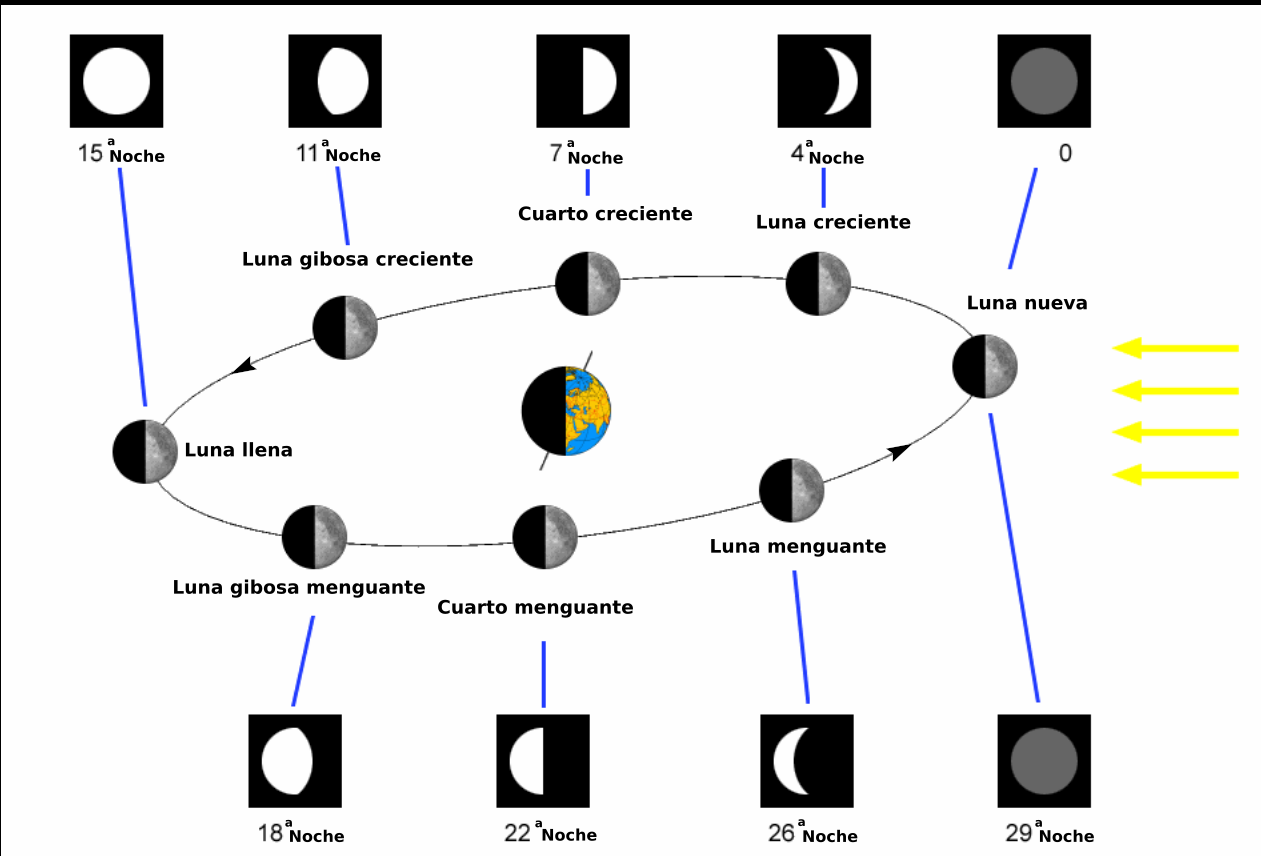
Órbita de la Luna y fases, vistas desde el hemisferio norte de la Tierra.

Libración y fases lunares, vistas desde el hemisferio norte.

Simulación de las fases lunares vistas desde el hemisferio sur.

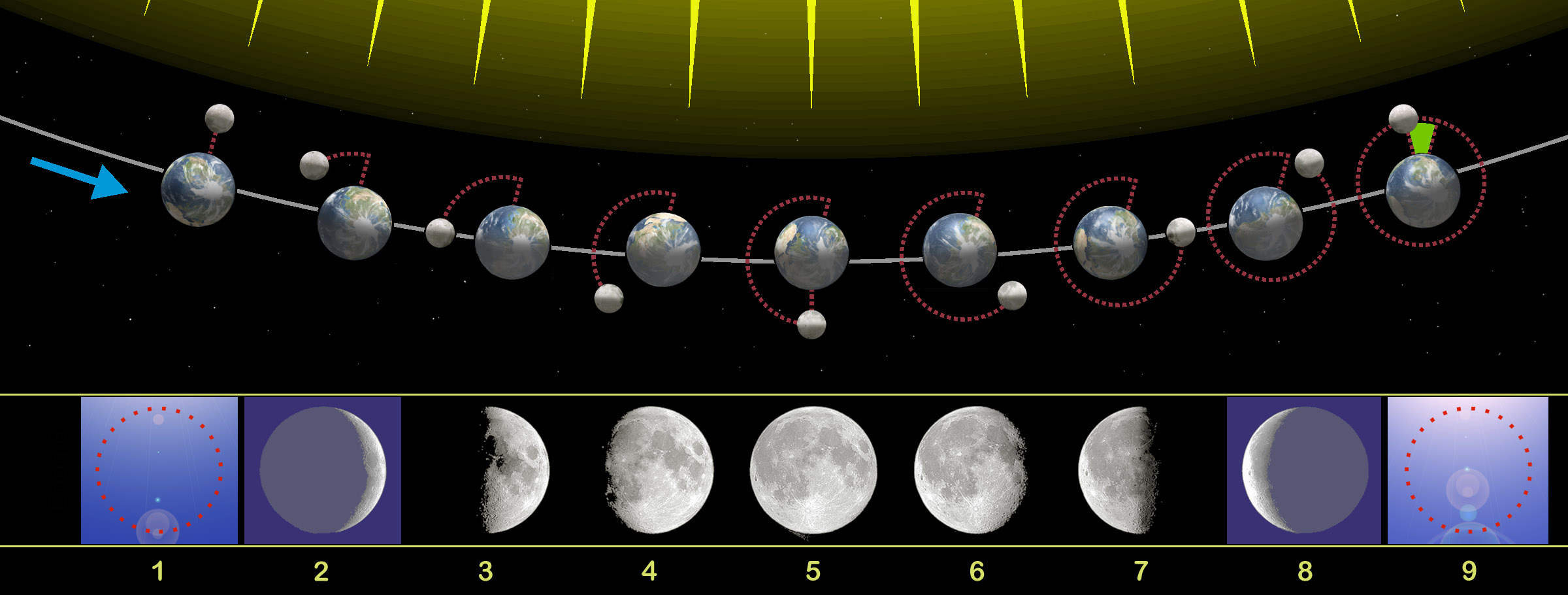
Fases de la luna vistas desde el hemisferio norte, desde el hemisferio sur su secuencia es inversa. Al principio, está la Luna Nueva. Hay que considerar que, al final, lo destacado en verde representa la porción de la órbita de más que la Luna tiene que realizar para llegar de nuevo a la fase nueva, debido al movimiento de los dos astros alrededor del Sol.

## Fases
Al realizar su trayectoria, hay un cambio gradual en las fases de la Luna, divididas en cuatro etapas principales. Durante la luna nueva, nuestro satélite natural no se ilumina, con su cara totalmente centrada en la Tierra, a la vez que sale a la misma hora que el sol, de forma que se hace imposible su observación. Unas quince horas más tarde, sí es posible, pero extremadamente difícil, ver un pequeño borde de la superficie lunar iluminada. A medida que transcurren los días, la parte iluminada aumenta, lo que permite también la visualización de la sombra en muchos cráteres y cadenas montañosas. Cuando la fracción iluminada es pequeña, se puede ver un débil resplandor del lado oscuro del satélite. Esta luminosidad es la luz cinérea (earthshine en inglés), el resultado de la luz solar reflejada por la Tierra en la superficie lunar, y de su regreso posterior como un débil resplandor.

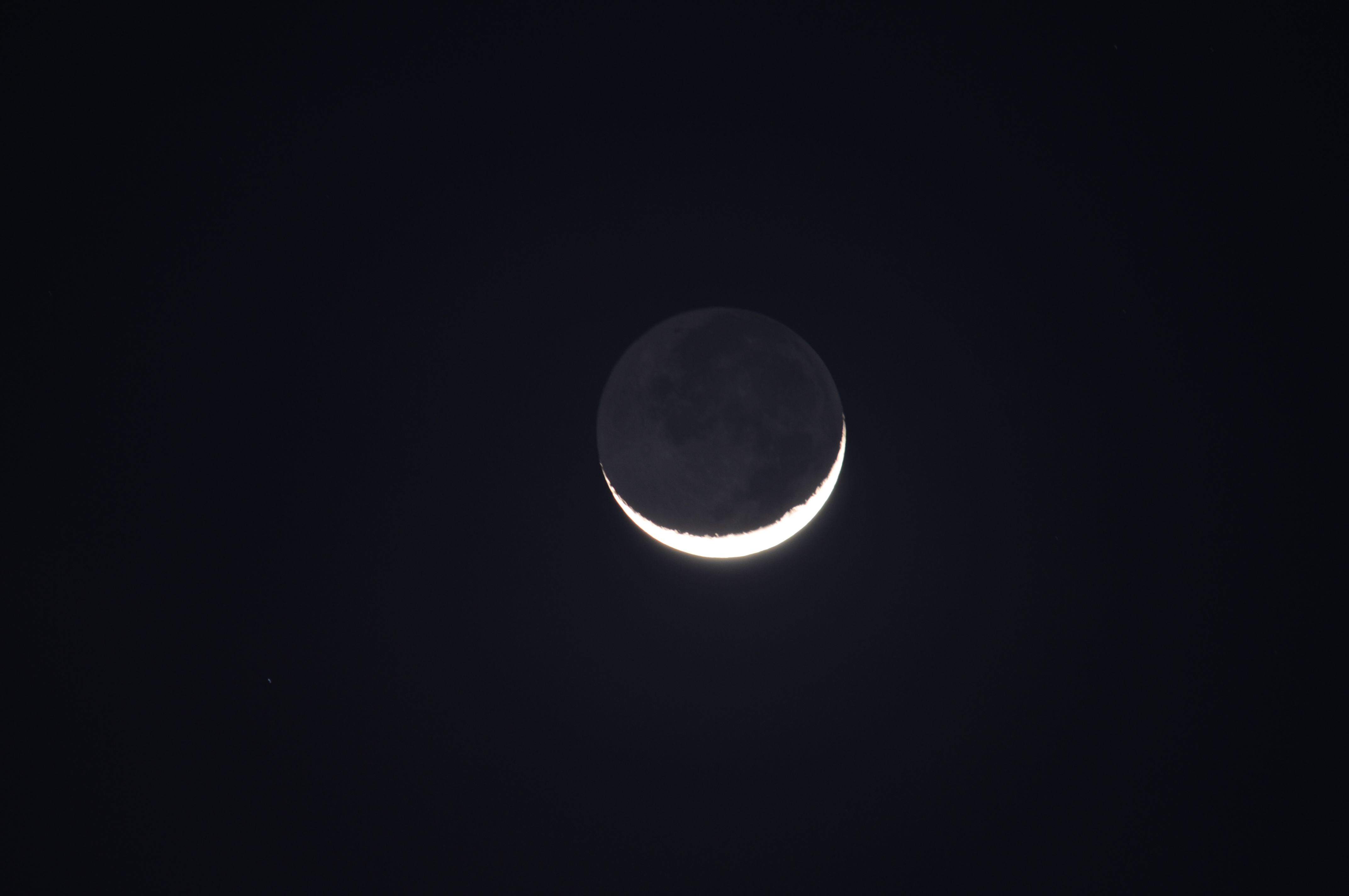
Vista de la delgada Luna creciente, en la que se puede apreciar la luz cinérea (luz que permite ver el área oscura de la Luna).

Alrededor de una semana después, la mitad del disco lunar se encuentra iluminada, lo que caracteriza el cuarto creciente. En este período, el satélite sale al mediodía. Conforme la Luna realiza su órbita, aumenta la porción iluminada, de modo que al tener su sombra proyectada, múltiples cráteres en su región sur quedan en evidencia, por medio de telescopios. Dos semanas después de la luna nueva, todo el disco aparece iluminado, lo que define a la luna llena. El satélite, por estar en posición opuesta al Sol, aparece en el horizonte al este casi al mismo tiempo que el atardecer.
Cuando la luna llena pasa cerca del perigeo (el punto de la órbita lunar más cercano a la Tierra), hay una superluna en la que su diámetro angular y su brillo son mayores, comparadas en promedio. Debido al accidentado relieve lunar, la región del terminador (la transición entre la parte visible y oculta de la luna) tiene un brillo más bajo, debido a las sombras proyectadas por las montañas y los cráteres. De este modo, el brillo de la media luna no es la mitad de la luna llena, sino solo una décima parte. Además, las características lunares hacen que el cuarto creciente sea ligeramente más brillante que el cuarto menguante.
A continuación, el disco lunar vuelve a presentar reducción de área iluminada día tras día, hasta que siete días después de la luna llena ocurre el cuarto menguante, en el que el disco se ilumina de nuevo a la mitad. La luna en esa fase sale a medianoche, por lo que se hace visible sólo durante la primera mitad del día. Por último, la parte visible disminuye hasta tornarse nula, volviendo por lo tanto, a fase nueva.

### Descripción de las fases
Las fases de la luna son:
- Fase 1.ª: luna nueva; también llamada novilunio o luna negra, corresponde a la luna nueva real; habitualmente, es imposible ver esta fase de la luna a simple vista, ya que sale a la misma hora que el sol y se encuentra oculta tras el resplandor solar, y solo es posible observarla cuando ocurre un eclipse total de sol, lo cual acontece únicamente durante esta fase lunar. No aparece en la noche, sino durante el día, pero aun así no se puede ver. Cada día que pasa después de esta fecha, su iluminación es cada vez mayor. En esa fase, la luna recorre los grados del 0 al 45 de su órbita.

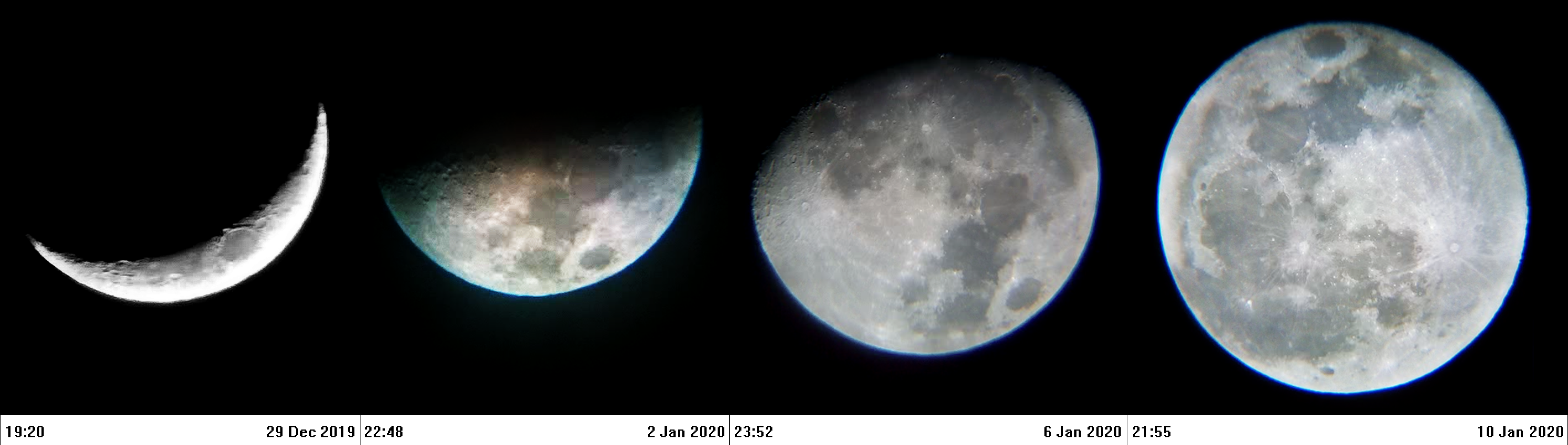
Después de la luna nueva, la iluminación aumenta día tras día hasta llegar a la luna llena.

- Fase 2.ª: luna creciente o luna creciente cóncava; —no confundir con el cuarto creciente—, es la primera aparición de la luna en el cielo, dos días después de haberse producido la luna nueva. Esta fase puede verse durante gran parte del día y por una pequeña porción de la noche, una vez ya oculto el sol, justo por encima del crepúsculo aún restante. Tiene forma de guadaña, o cuerno delgado. En el hemisferio norte, el lado derecho de la luna aparece iluminado, mientras que en el hemisferio sur aparece iluminado el lado izquierdo. La iluminación de esta fase lunar puede ser entre 10 y 23 %. La luna creciente con mayor altitud en el cielo transcurre entre los meses de marzo y mayo, y la de menor altitud, entre los meses de septiembre y noviembre. Tiene su orto (salida en el horizonte) tres horas después del amanecer, su cenit (punto más alto) es tres horas después del mediodía y su ocaso (puesta en el horizonte), tres horas después de la puesta del sol. La luna en esta fase recorre del grado 45 al 90 de su órbita.
- Fase 3.ª: cuarto creciente; esta fase lunar se da cuatro días después de la luna creciente. En ella, el 50 % de su cara visible es iluminada por el sol, y muestra iluminada la mitad derecha. Esta fase tiene su orto a mediodía, su cenit al atardecer y su ocaso, a la medianoche. En el cuarto creciente, la luna recorre el cuarto de su órbita entre el grado 90 y el 135.

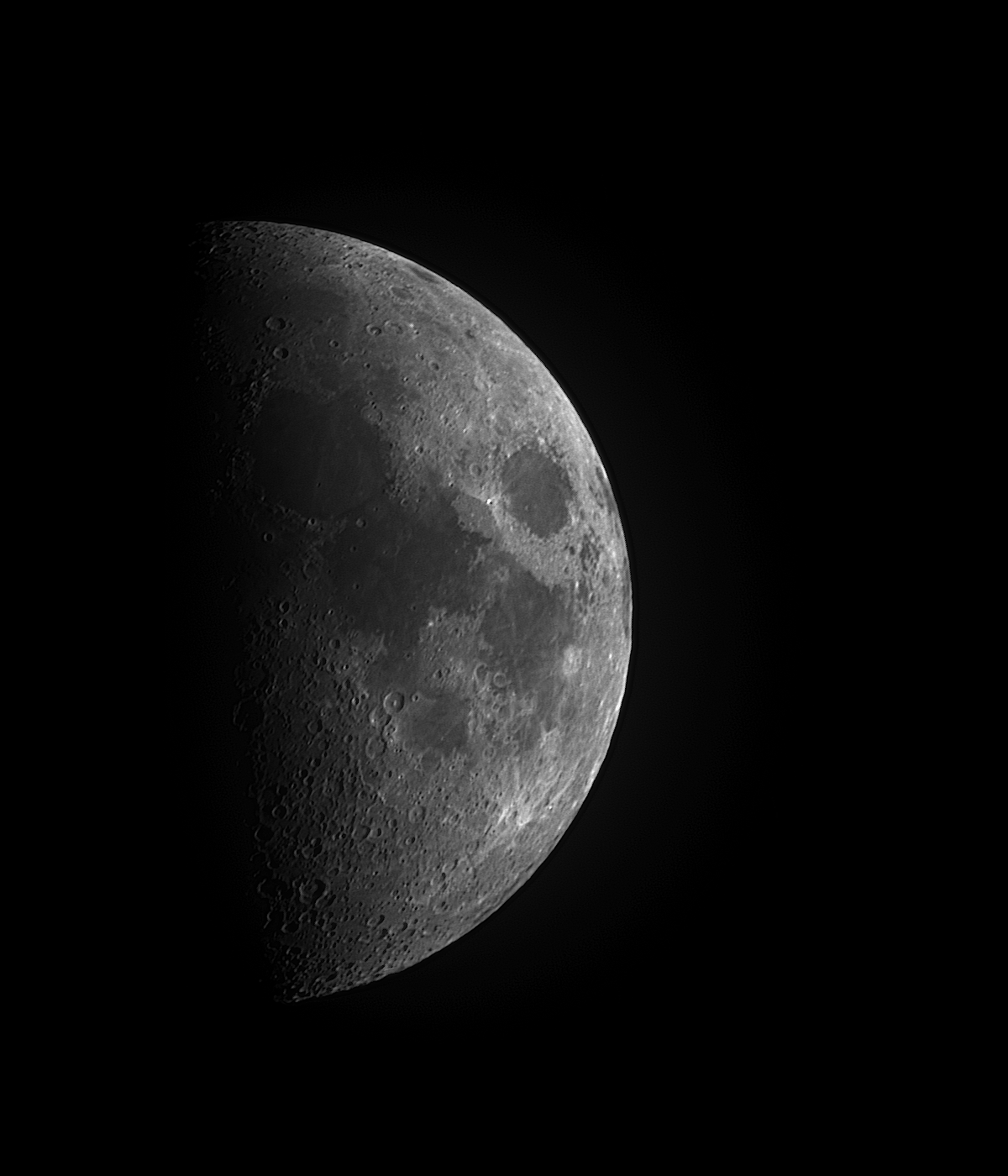
Luna en cuarto creciente. Proyección notoria de la sombra de sus cráteres.

- Fase 4.ª: luna gibosa creciente o luna creciente convexa; cuando la luna está más que medio llena y sigue aumentando la superficie iluminada, por lo que en esta fase la luna va tomando progresivamente una forma convexa por ambos lados en su parte luminosa, y va perdiendo ese lado recto que poseía durante la fase anterior. Sale tres horas antes del atardecer, por lo que ahora ya es visible la mayor parte de la noche, ya que su cenit lo tiene tres horas antes de la medianoche y su puesta se produce a media madrugada.
- Fase 5.ª: luna llena; Denominado también plenilunio, es la fase en que la cara visible de la luna se ilumina en su totalidad, obteniendo toda su redondez. Al hallarse en una posición totalmente opuesta al sol, su salida coincide exactamente con el ocaso solar, el cenit lo alcanza a la medianoche y se oculta justo al amanecer. La luna llena viene a marcar justo la mitad del mes lunar (14 días, 18 horas, 21 minutos 36 segundos). Cada día que pasa después de esta fecha, su iluminación es cada vez menor.

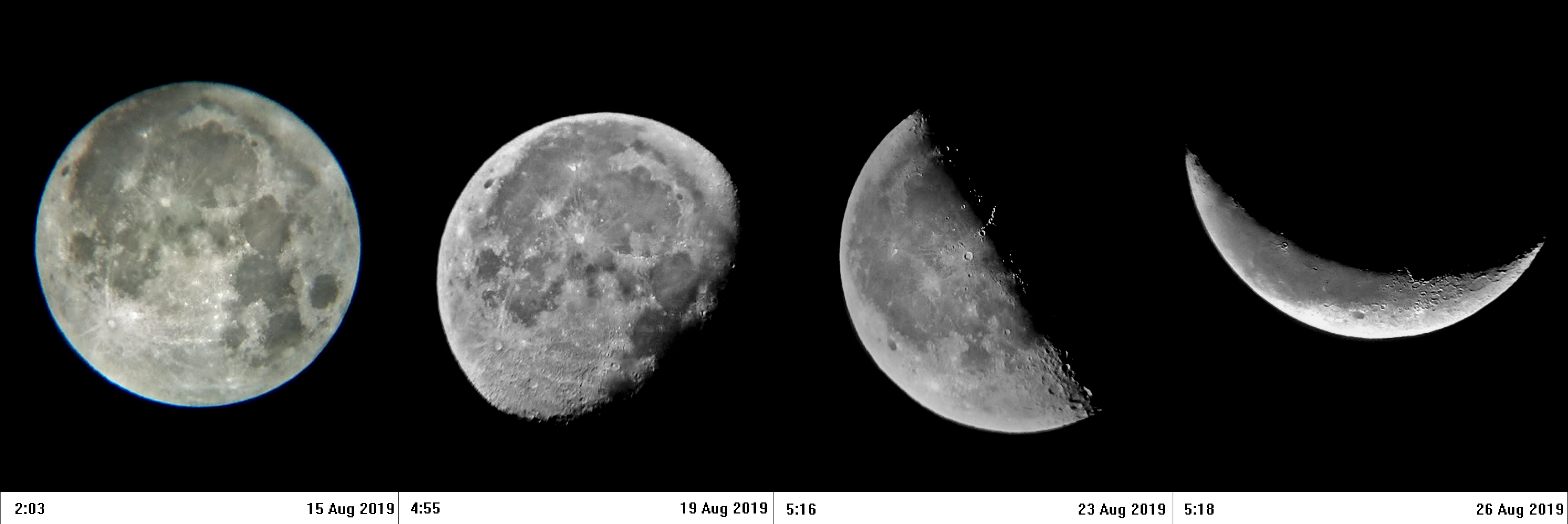
Después de la luna llena, la iluminación disminuye día tras día hasta llegar a la luna nueva.

- Fase 6.ª: luna gibosa menguante o luna menguante convexa; cuando la luna se ve más que medio llena, pero la superficie iluminada que podemos ver está decreciendo, por lo que la parte luminosa comenzará a menguar con el correr de los días, tomando así de nuevo una apariencia redondeada convexa (gibosa). Sale tres horas después del atardecer, tiene su cenit tres horas antes del amanecer y se oculta a media mañana.
- Fase 7.ª: cuarto menguante; es cuando se observa el 50 % de su superficie que está iluminada por el sol, pero como está disminuyendo la iluminación, se ve su mitad izquierda iluminada. Su salida es a medianoche, su cenit al amanecer y su puesta se produce al mediodía. El cuarto menguante con mayor altitud en el cielo se da entre los meses de septiembre y noviembre y la situación será la contraria entre los meses de marzo y mayo.
- Fase 8.ª: luna menguante o luna menguante cóncava; —no confundir con el cuarto menguante—, conocida también como luna vieja, es la última aparición de la luna en el cielo, dos días antes de que se produzca la luna nueva. Sale por el este, poco antes del amanecer, justo por encima del crepúsculo de la aurora o alba, tiene su cenit tres horas antes del mediodía y su puesta se produce a media tarde. En el hemisferio norte, el lado izquierdo aparece iluminado, mientras que en el hemisferio sur el lado derecho aparece iluminado. Tiene apariencia de guadaña.

El tiempo transcurrido entre dos novilunios se llama mes lunar o mes sinódico y es de 29,53 días solares medios, lo que es lo mismo decir: 29 días, 12 horas, 43 minutos y 12 segundos. Las fases de la luna tienen mucha relación con el establecimiento del calendario y sus diferentes periodos como semana y mes. Constituyen la base del calendario musulmán y judío, entre otros.
| Nombre                                    | Hemisferio | Hemisferio | Parte visible de la Luna                          | Período visible                                                    |
| Nombre                                    | Norte      | Sur        | Parte visible de la Luna                          | Período visible                                                    |
| ----------------------------------------- | ---------- | ---------- | ------------------------------------------------- | ------------------------------------------------------------------ |
| Luna nueva                                |            |            | 0-2 %                                             | Toda la mañana y toda la tarde, pero no visible                    |
| Luna creciente o creciente cóncava        |            |            | Norte: 3-34 % (derecha) Sur: 3-34 % (izquierda)   | Fin de la mañana, por la tarde y poco después de la puesta del sol |
| Cuarto creciente                          |            |            | Norte: 35-65 % (derecha) Sur: 35-65 % (izquierda) | Por la tarde y en la primera mitad de la noche                     |
| Luna creciente convexa o creciente gibosa |            |            | Norte: 66-96 % (derecha) Sur: 66-96 % (izquierda) | Por la tarde, gran parte de la noche                               |
| Luna llena                                |            |            | 97-100 %                                          | Toda la noche                                                      |
| Luna menguante convexa o menguante gibosa |            |            | Norte: 96-66 % (izquierda) Sur: 96-66 % (derecha) | Gran parte de la noche, comienzo de la mañana                      |
| Cuarto menguante                          |            |            | Norte: 65-35 % (izquierda) Sur: 65-35 % (derecha) | Madrugada y de mañana                                              |
| Luna menguante o menguante cóncava        |            |            | Norte: 34-3 % (izquierda) Sur: 34-3 % (derecha)   | Fin de la madrugada, de mañana y comienzo de la tarde              |

## Eclipse

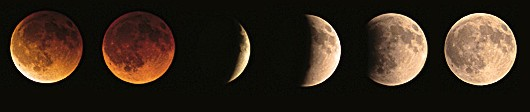
Secuencia de la Luna en un eclipse lunar

La Luna pasa siempre entre la Tierra y el Sol y posteriormente atrás de la Tierra para realizar su órbita. Sin embargo, los eclipses son eventos poco frecuentes. Esto ocurre porque la órbita de la Luna está inclinada un poco más del 5° al plano de la órbita de la Tierra, de forma que los astros en la mayoría de las veces no se alinean de forma necesaria como para que ocurra el fenómeno. Esta alineación también llamada sizigia ocurre solamente cuando la Luna está cerca del nodo lunar durante la fase nueva o llena.
De esta forma, durante la nueva fase, puede haber un eclipse solar, en el cual la Luna pasa directamente delante del disco solar y proyecta una sombra sobre la superficie de la Tierra. Cuando se observa el disco completamente cubierto ocurre un eclipse total, mientras que si solamente una parte del disco fuera bloqueada ocurre un eclipse parcial. También está el eclipse anular, en el que el tamaño aparente de la Luna es menor que el disco solar. Por otro lado, durante la luna llena, la luna puede penetrar en la sombra de la Tierra, de forma que ocurre un eclipse lunar. Entonces la Luna, durante totalidad del eclipse, adquiere un color rojizo en función de la luz dispersada por la atmósfera terrestre.

## Influencia cultural

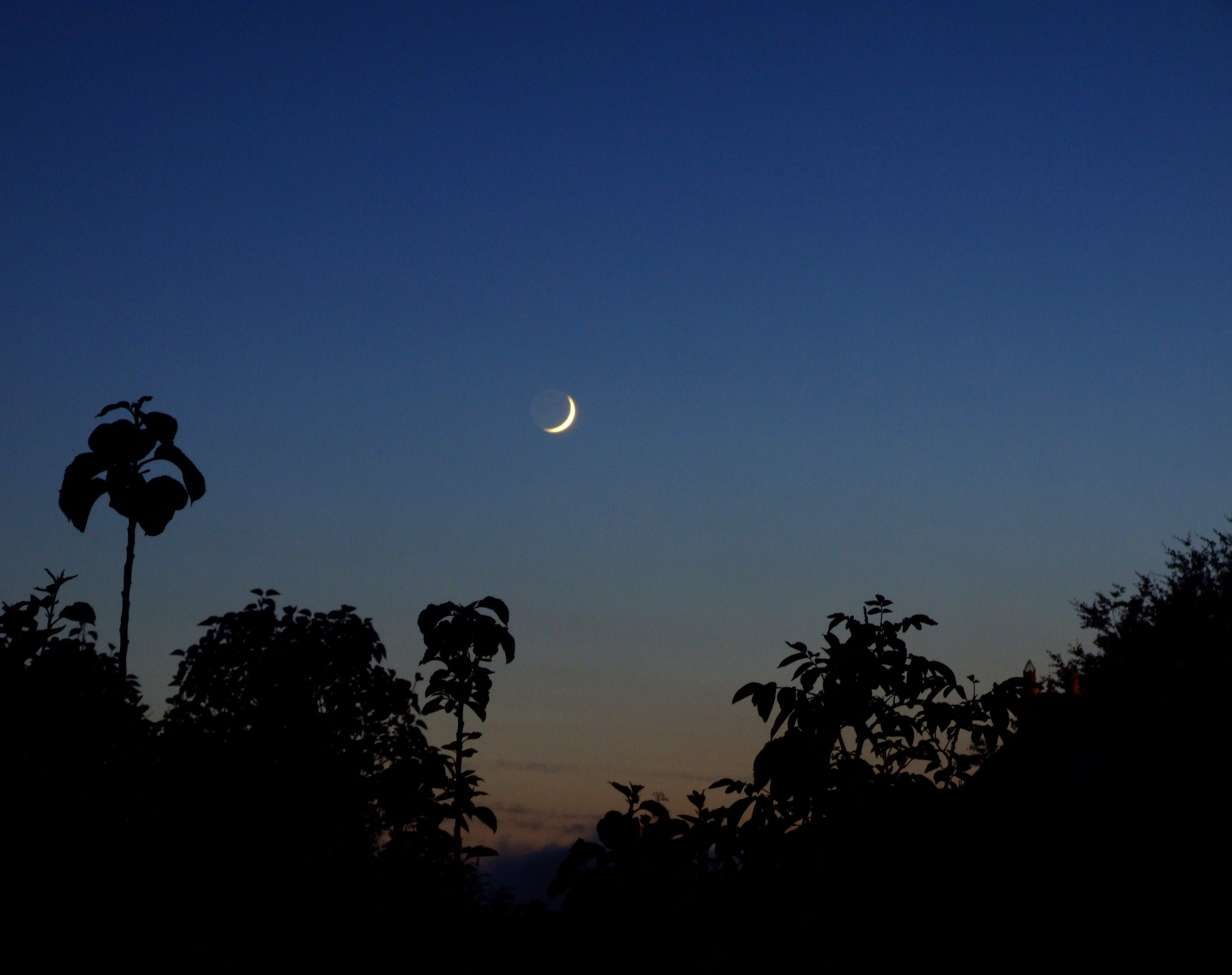
La delgada luna creciente después de la nueva marca el comienzo de un mes lunar en calendarios que utilizan el satélite como referencia.

El cambio de las fases de la luna, cuyo ciclo tarda entre 29 y 30 días es uno de los eventos regulares más evidentes que permitan el marcado del tiempo. Posiblemente, desde el Paleolítico, las comunidades humanas utilizaron el tiempo de la luna llena, debido a su brillo, para hacer salidas nocturnas. Los grupos de pescadores utilizaron las mareas como momento determinante para una buena pesca. Así, el ciclo lunar tiene un significado importante en lo que respecta al marcado de intervalos de tiempo, y las fases marcan períodos de vacaciones y rituales.
Los calendarios lunares fueron ampliamente utilizados en el mundo antiguo, tanto por los babilonios como los egipcios. El mes de alrededor de 30 días es una aproximación del ciclo lunar. No obstante, en algunos países islámicos, todavía utilizan oficialmente el calendario islámico, cuyo año tiene doce meses. Sin embargo, cada mes tiene exactamente un ciclo lunar, que comienza cuando la luna creciente es avistada poco después de la luna nueva. En consecuencia, el año islámico es once días más corto que el año trópico, utilizado en el calendario gregoriano.

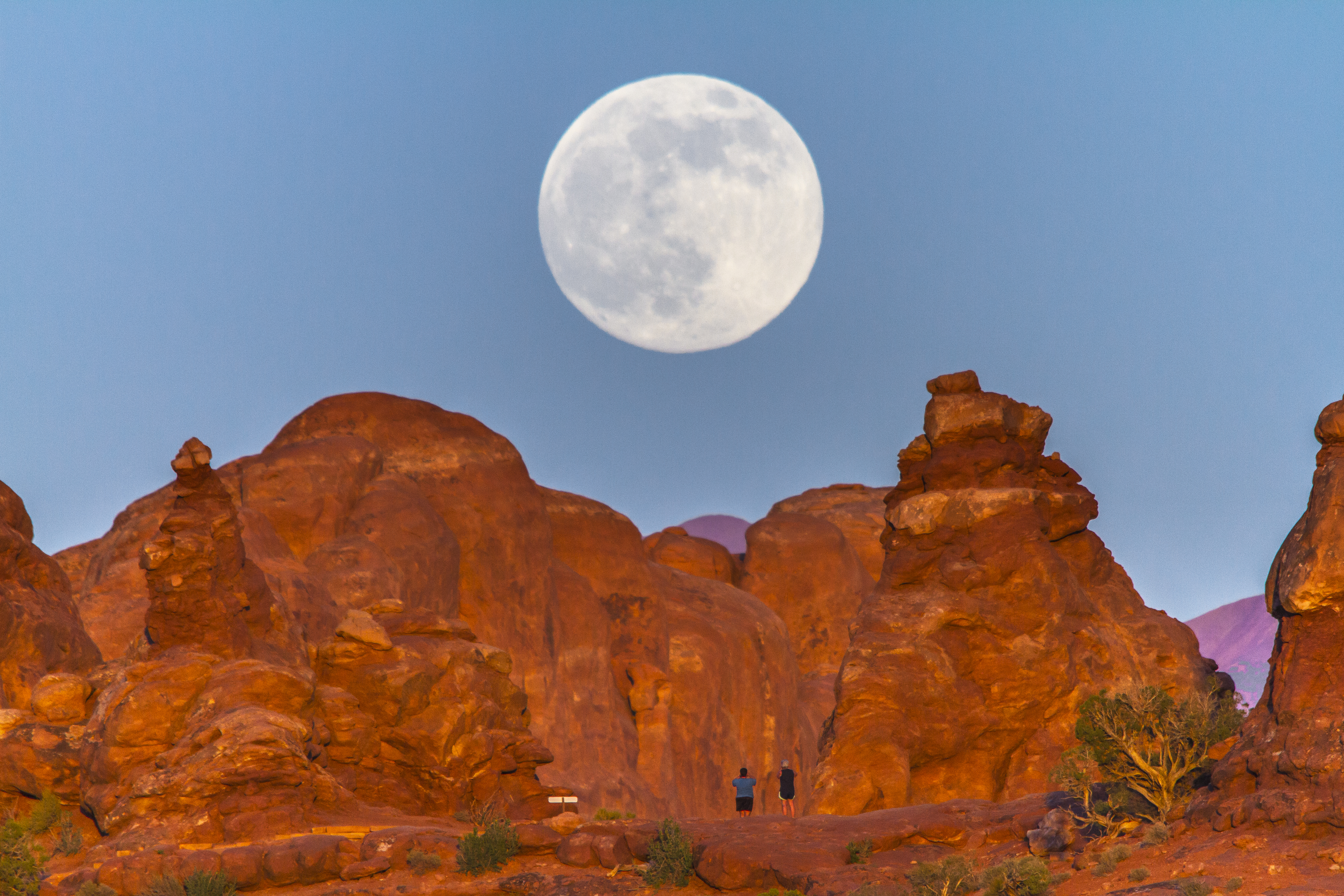
Luna llena naciendo sobre las montañas.

La mayor parte de las leyendas mitológicas de civilizaciones incluyen referencias al satélite natural terrestre. En la mitología griega hay tres diosas asociados a la Luna: Artemisa, asociada con la luna creciente, Selene, vinculada a la luna llena y menguante y Hécate para las fases menguante y nueva. Para los romanos, la luna era asociada con Diana, protectora de la caza y de la noche. En la mitología tupí-guaraní la Luna era representada por la diosa Jaci.

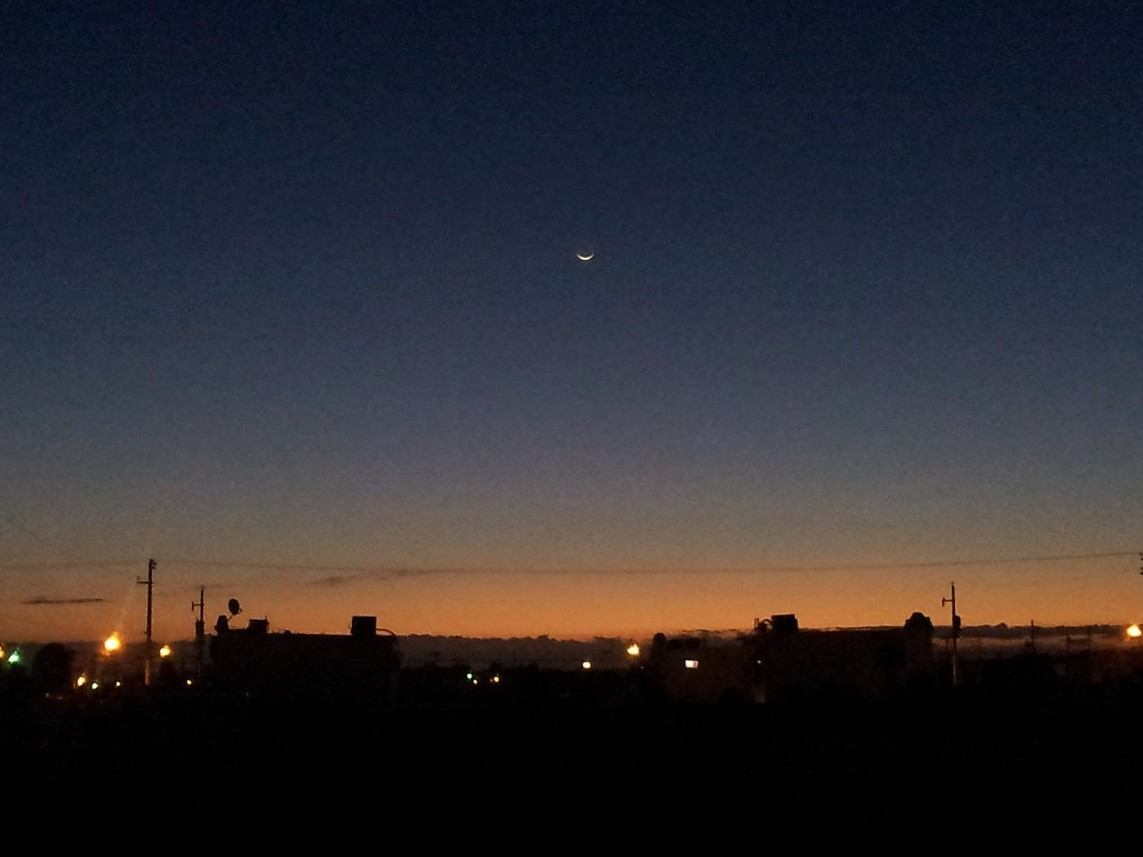
Es posible apreciar la luna menguante antes del amanecer.

Incluso en las culturas donde el satélite no tiene personalidad divina, la luna ejerce influencia sobre sus creencias, en función de su ciclo de continua renovación. Incluso en las culturas donde la Luna no está representada por las deidades personificadas, sus fases son asociadas a ciclos de abundancia, miseria, vida, muerte y renacimiento.
De acuerdo a la cultura popular, las fases del satélite tienen influencia, por ejemplo, en el momento de la siembra y la cosecha, el crecimiento del cabello, en la gestación y en el parto. La última creencia es motivada por el hecho de que la duración del ciclo lunar es similar al ciclo menstrual femenino. Sin embargo, no hay evidencia científica que apoye estas supersticiones. La Luna también tiene participación en varias leyendas folklóricas entre los cuales una de las más famosas es el hombre lobo, un hombre que, en noches de luna llena, se convierte en un lobo y va a la caza de carne humana.

## Identificación de las fases creciente y menguante
Hay que aclarar que el período de fases crecientes de la Luna comienza con la Luna Nueva Visible, la primera aparición de la Luna en el cielo, la cual se produce de uno a tres días después de haber ocurrido la Luna Nueva Astronómica o Luna Nueva real y finaliza este período un día antes de ocurrir la luna llena. El período de fases menguantes comienza un día después de la luna llena y terminará con la fase de Luna Vieja (la fase inversa a Luna Nueva Visible) la cual ocurre un día antes de la Luna Nueva Astronómica.
La similitud en la apariencia en la parte luminosa de algunas fases se presta muchas veces para la confusión... es usual que el ojo no entrenado en este sentido, no sepa distinguir con sólo ver a simple vista entre el cuarto creciente y el cuarto menguante.

### En el hemisferio norte
Existen varios métodos utilizados para resolver este asunto; uno de los más sencillos es una simple regla mnemotécnica basada en una rima la cual dice así:
«Barriga a Levante, cuarto menguante; barriga a Poniente, cuarto creciente».
La parte luminosa (fase) del cuarto creciente y del cuarto menguante son exactamente idénticas; pero están dispuestas en sentido inverso la una a la otra. Esta parte luminosa tiene dos lados diferentes: Uno de los lados que es completamente plano (línea recta) y el otro es semicircular o redondo. En la rima mnemotécnica mencionada anteriormente, la "barriga" de la Luna viene a ser este lado semicircular al que se hace referencia y dependiendo de hacía qué punto cardinal esté apuntando el lado redondo de la fase en cuestión esto nos indicará si se trata de una fase creciente o menguante.
Hay que recordar que cuando se menciona al "Levante" se refiere al punto cardinal Este, que es la dirección por donde "se levanta" el Sol y al referirnos al "Poniente" esto es el Oeste, dirección por donde "se pone" o se oculta el astro. Podemos esquematizar todo lo dicho de la siguiente manera.
- Levante ( Poniente = Cuarto menguante.
- Levante ) Poniente = Cuarto creciente.

En el esquema anterior, la Luna estará representada por los signos de paréntesis, ( ), en donde la curvatura del paréntesis viene a ser ese lado semicircular de la fase (sin tomar en cuenta el lado plano). Esta regla mnemotécnica es válida no solo para el cuarto menguante y el cuarto creciente, sino para todas las demás fases restantes de ambos períodos.
Otra forma de diferenciar la fase creciente de la menguante es que la Luna siempre crece y decrece de derecha a izquierda, es decir, se empezará a llenar desde la parte derecha hacia la izquierda de la Luna y se empezará a "vaciar" desde la parte derecha hacia la izquierda. Así, solo con mirar a la Luna y ver el lado derecho de ésta sabremos si está creciendo o decreciendo.

### En el hemisferio sur
En el hemisferio sur, en cambio, la orientación de la "barriga" de la Luna se puede considerar como la inversa, ya que para observar el cuerpo celeste se verá hacia el norte (a diferencia de cuando se está en el hemisferio norte, donde la luna se verá mirando hacia el sur). Este cambio de orientación no supone un cambio en la mnemotécnica, ya que las orientaciones de salida y puesta de sol serán las mismas (oriente y occidente, respectivamente).

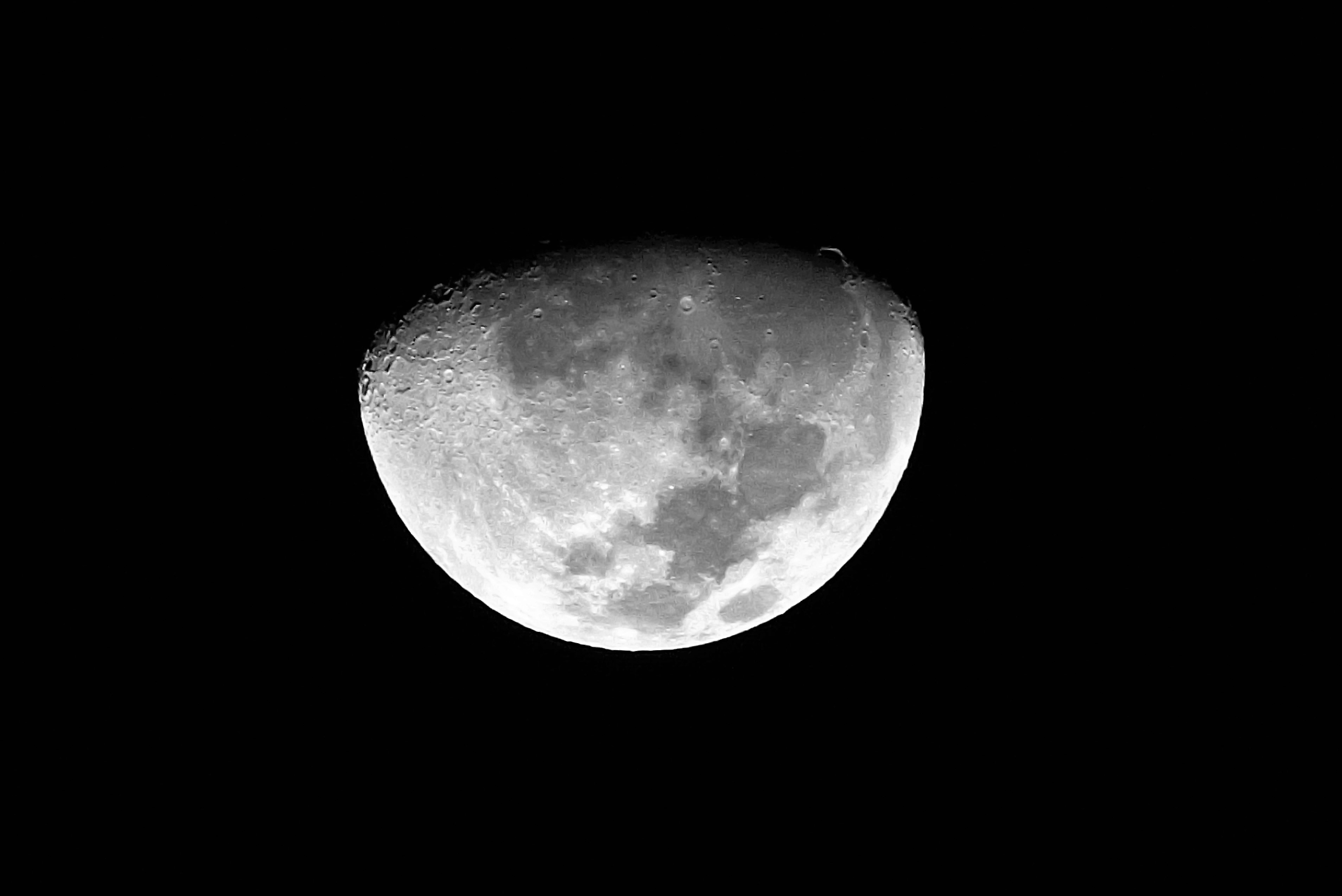
Fase lunar: Luna gibosa creciente. Fecha::03/03/2020 Iluminación: 63,2 % Edad lunar: 8,6 días. Signo lunar:Géminis ♊ Distancia Luna: 384 993,3 km Ángulo Luna: 0,52.